# 黑糖來了
《黑糖來了》是一部Channel V的網路劇，共有15集，每集約3至6分鐘。是Channel V旗下團體黑Girl及棒棒堂二軍首次主演網路劇。在2007年10月6日在網路上播出。該劇為《黑糖瑪奇朵》番外篇，在拍攝《黑糖瑪奇朵》期間製作。《黑糖來了》採用黑Girl的MeiMei、Apple、小蠻、大牙和Choc7的小馬、李銓和前棒棒堂二軍的TERRY，全劇在宿舍拍攝。

## 劇情
有別於之前播放的《黑糖瑪奇朵》的輕鬆走向，此套番外篇比較認真嚴肅。另外，此劇經由官方網頁的VIP會員投票決定劇情的走向，而網友的投票結果在節目中的若干集數被反映。

## 結局
大牙用針孔攝影機意外發現了小馬、李銓、Terry的計謀，大牙多次警告，卻因此產生誤會，
這時她把所她拍到的都給姐妹們看，才化解了這場誤會。

正當這個誤會化解同時，又有另一個更大的誤會降臨，MeiMei發現了大牙偷裝在房間的攝影機

，讓所有姊妹誤以為大牙在監視著她們，氣得把她趕出去，並要求她搬走，直到星空傳媒的主管登門造訪，

這才知道原來大牙是在保護他們

至於小馬、李銓、Terry在收到女生們的道別信之後，後悔不已，決定跟其他兩位兄弟一起進軍演藝圈，來彌補之前的過錯

## 角色
| 演員             | 團體         | 角色   | 約會對象(從第7集) | 集數    |
| ---------------- | ------------ | ------ | ----------------- | ------- |
| 周宜霈（大牙）   | 黑Girl       | 大牙   |                   | 全部    |
| 郭婕祈（MeiMei） | 黑Girl       | MeiMei | 小馬              | 全部    |
| 黃暐婷（Apple）  | 黑Girl       | Apple  | Terry             | 全部    |
| 王婧喬（小蠻）   | 黑Girl       | 小蠻   | 李銓              | 全部    |
| 簡翔棋（小馬）   | Choc7        | 小馬   | MeiMei            | 從第5集 |
| 李銓             | Choc7        | 李銓   | 小蠻              | 從第6集 |
| 江莛鈞（Terry）  | 前棒棒堂二軍 | Terry  | Apple             | 從第6集 |

## 每集長度
| 集數   | 長度 |
| ------ | ---- |
| 第1集  | 3:16 |
| 第2集  | 3:32 |
| 第3集  | 3:30 |
| 第4集  | 5:02 |
| 第5集  | 4:43 |
| 第6集  | 5:23 |
| 第7集  | 5:25 |
| 第8集  | 4:39 |
| 第9集  | 5:32 |
| 第10集 | 4:26 |
| 第11集 | 4:16 |
| 第12集 | 4:43 |
| 第13集 | 4:28 |
| 第14集 | 6:17 |
| 第15集 | 6:48 |

## 外部連結
- 黑糖來了官方網站介紹頁